# Arturo Oporta
Arturo Oporta (26 de septiembre de 1964) es un luchador panameño. Compitió en estilo libre masculino de 62 kg en los Juegos Olímpicos de 1988.

## Biografía
Oporta compitió en los Juegos Olímpicos de Seúl 1988, donde quedó eliminado en la eliminatoria en la categoría de 62 kg. Cuarto lugar en los Juegos Panamericanos de 1987. Medallista de plata en el Campeonato Panamericano de 1988. Dos veces medallista de bronce en los XV Juegos Centroamericanos y del Caribe en Santiago de los Caballeros. Medalla de plata en el Campeonato Centroamericano de 1984.